# Sant mat
Sant mat – tzw. tradycja santów. Jeden z ruchów religijnych w Indiach, zbliżony do bhakti. Ruch santów powstał w XIII w., istnieje po dziś dzień, organizacyjnie jest raczej luźny. Odznacza się egalitaryzmem, nie przywiązując wagi do różnic kastowych. Koncentruje się na postaci guru (santa).

## Współczesne kontynuacje
Współcześnie w Indiach działają ruchy wywodzące się od tradycji santów. Wymienić można:
- Surat Shabd Yoga
- Radha Soami Satsang Beas
- Radha Soami Satsang (Radhaswami)
- Ruhani Satsang (Sant Kirpal Singh)
- Science of Spirituality (Sant Rajinder Singh Ji Maharaj)